# Computational Research Laboratories
Computational Research Laboratories (сокр. CRL, рус. Лаборатории вычислительных исследований) — компания, занимающаяся проектированием и созданием высокопроизводительных компьютеров. С 2012 года является подразделением компании Tata Consultancy Services, входящей в Tata Group. Штаб-квартира находится в Пуне, есть дополнительный офис в США.
В 2006 году известный математик Нарендра Кармаркар был приглашён работать в CRL, но в 2007 году покинул компанию по причине внутренних разногласий между ним и руководством Tata Group.
В 2007 году CRL при технической поддержке и на оборудовании Hewlett-Packard и финансировании в $30 млн от Tata Sons построила суперкомпьютер EKA. На момент запуска это был первый по производительности суперкомпьютер в Азии и 4-й в мире. На ноябрь 2010 года занимал 47 место в рейтинге TOP500.
В 2012 году компания Tata Consultancy Services купила Computational Research Labs за $34 миллиона.